# 노을 (음악 그룹)
노을(Noel)은 대한민국의 4인조 남성 보컬 그룹이며, 씨제스엔터테인먼트 소속이다. 세계 최초 모바일 그룹이라는 타이틀로 데뷔한 4인조 보컬 그룹이다. 멤버들의 군입대로 잠정적인 해체 상태였다가 2011년 미니 앨범 '그리움'으로 컴백하고 재결합했다.

## 구성원
| 이름   | 소개 |
| ------ | --- |
| 이상곤 | - 이름: 이상곤 - 생년월일: 1980년 7월 22일(44세) - 출생지: 대한민국 서울특별시 - 학력: 동아방송예술대학교 - 배우자: 배우 연송하 |
| 전우성 | - 이름: 전우성 - 생년월일: 1980년 3월 3일(45세) - 출생지: 대한민국 서울특별시 - 학력: 여주대학교 실용음악과                     |
| 나성호 | - 이름: 나성호 - 생년월일: 1981년 4월 8일(44세) - 출생지: 대한민국 서울특별시 - 학력: 성균관대학교 대학원 공연예술협동과정      |
| 강균성 | - 이름: 강균성 - 생년월일: 1981년 4월 18일(44세) - 출생지: 대한민국 서울특별시 동작구 - 학력: 경기대학교 다중매체영상학부       |

## 음반

### 정규 앨범
- 2002년 1집 〈노을〉
  - 노을은 해가 토해낸 피다
  - [TITLE] 붙잡고도
  - 아무리
  - 인연
  - I know
  - Tonight (우성 solo)
  - 100일이란 시간 (성호 solo)
  - 보다 (상곤 solo)
  - 니가 있는게 (균성 solo)
  - 니가 돌아오는 날
  - 또 한번 사랑은 가고 (Noel live remix)
  - 작은 기도
- 2004년 2집 〈New Beginning〉
  - 인트로
  - 나의 길 (feat. 각나그네)
  - [TITLE] 아파도 아파도
  - 청혼
  - Coolly High (상곤 solo)
  - At The Party
  - 언제 어떻게
  - Reloaded (우성 solo)
  - Romantic Comedy
  - Rewind (feat. 한나)
  - 투명인간
  - Body Jumping (균성 solo)
  - 남과 여 (feat. 린)
  - More Than a Woman
  - 말을 해
  - 눈물
  - 안녕 (성호 solo)
- 2006년 3집 〈전부 너였다〉
  - 눈을 감고 노을을 보다
  - [TITLE] 전부 너였다
  - 나무
  - 니 앞에 서서
  - A Nice Day
  - 그렇게 할게
  - All For You
  - A Better Tomorrow
  - 여행 (feat. 이소은)
  - 남자라서
  - 늦은 후회
  - My Girl
  - 한순간도
  - 눈을 감고 너를 보다
- 2012년 4집 〈Time For Love〉
  - Time For Love
  - [TITLE] 하지 못한 말
  - Like a Star
  - You
  - 오늘 같은 날엔
  - 만약에 말야 (우성 solo)
  - 돌아가는 길 (상곤 solo)
  - 사랑할께
  - 날 웃게 하는 건 (균성 solo)
  - 빛 (성호 solo)
  - Second Change (feat. 동옥)
  - 여인
  - 이젠 보낸다

### 미니 앨범
- 2011년 〈그리움〉
  - 떠오르다
  - [TITLE] 그리워 그리워
  - 말하지 않아도
  - 이별꿈
  - 그리워 그리워 (Piano ver.)
  - 그리워 그리워 (Inst.)
- 2013년 〈흔적〉
  - [TITLE] 잊혀진다는 거
  - 눈 내리는 날
  - 안녕
  - 밤이 오는 거리
  - 그대
- 2015년 〈보이지 않는 것들〉
  - 보이지 않는 것들
  - 가슴을 차갑게
  - [TITLE] 목소리
  - 날개
  - 어떤말도
  - 마지막인 것처럼
  - See you in Neverland
- 2019년 〈별〉
  - [TITLE] 너는 어땠을까
  - 별의 시작
  - 너 없이 어떻게
  - 고마워요
  - 별의 끝
  - 너는 어땠을까 (inst.)

### 싱글 (디지털 싱글)
- 2012년 〈떠나간다〉
- 2012년 〈여인〉
- 2013년 〈밤이 오는 거리〉
- 2014년 〈그날이야〉
- 2015년 〈이별밖에〉
- 2016년 〈손잡아요〉
- 2018년 〈그날의 너에게〉
- 2019년 〈늦은 밤 너의 집 앞 골목길에서〉
- 2020년 〈문득〉
- 2020년 〈너의 곁에만 맴돌아〉

### 사운드트랙
- 2002년 KBS2 드라마 《풀 하우스》 - 〈친구란 말〉
- 2011년 JTBC 드라마 《빠담빠담》 - 〈살기 위해서〉
- 2012년 KBS2 드라마 《빅》 - 〈사랑이라면〉
- 2012년 영화 《반창꼬》 - 〈반창꼬〉
- 2013년 KBS2 드라마 《아이리스2》 - 〈어떤가요〉
- 2013년 MBC 드라마 《불의여신 정이》 - 눈물이 흐른다〉
- 2015년 tvN 드라마 《응답하라 1988》 - 〈함께〉
- 2016년 SBS 드라마 《돌아와요 아저씨》 - 〈다시〉
- 2020년 SBS 드라마 《앨리스》 - 〈기억해요〉
- 2020년 다음 웹툰 《바니와 오빠들》 - 〈지켜줄게〉

## 방송 활동
- 2012년 TV조선 P.S. I Love You 박정현 - 6회
- 2012년 MBC 2012 아이돌스타 알까기 선수권 대회 참가자
- 2015년 MBC 미스터리 음악쇼 복면가왕 - 집나온 수사자, 웃는 얼굴에 수박씨 <참가자> 강균성
- 2015년 MBC 미스터리 음악쇼 복면가왕 - 천하무적 방패연 <참가자-우승> 전우성
- 2018년 MBC 미스터리 음악쇼 복면가왕 - 이번 기회 놓치면 4년 뒤야! 월드컵축구공 <참가자-준우승> 이상곤
- 2018년 MBC 미스터리 음악쇼 복면가왕 - 끼면 안돼 끼면 안돼~ 굴뚝 <참가자> 나성호
- 2020년 SBS 백종원의 골목식당 - 115회 방송분 출연 (2020년 4월 29일 게스트 출연)
- 2023년 MBC 놀면 뭐하니? - 202회 방송분 출연 (2023년 9월 23일 게스트 출연)

## 수상 내역

### 시상식
- 2012년 제1회 가온차트 K-POP 어워드 올해의 발견상
- 2020년 제28회 대한민국 문화연예대상 K-POP 가수상
- 2021년 제35회 골든디스크 디지털음원부문 본상

### 가요 프로그램 1위
| 연도            | 수상 내역 (총 1회)                                                           |
| --------------- | ---------------------------------------------------------------------------- |
| 2020년 (총 1회) | - 늦은 밤 너의 집 앞 골목길에서 (총 1회) - 2월 23일 SBS 《SBS 인기가요》 1위 |